# Aeroportul Port Bouet
Aeroportul Port Bouet (IATA: ABJ, ICAO: DIAP) este un aeroport din Port-Bouët, Abidjan, Abidjan Department⁠(d), Abidjan Autonomous District⁠(d), Coasta de Fildeș ce deservește zona Abidjan. Aeroportul a fost tranzitat în 2021 de 1.647.832 de pasageri.
Situat la o altitudine de 6 m, aeroportul dispune de 1 pistă.

## Infrastructură

### Piste
Aeroportul dispune de o singură pistă. Pista 03/21 are suprafața de asfalt și dimensiunile 3.000 m × 45 m. 